# Círculo cantábrico
O círculo cantábrico ou círculo cântabro era uma tática militar empregada na antiguidade, e com menor intensidade durante o medievo, pela cavalaria leve. Sabe-se por Flávio Arriano e pela adlocutio de Adriano que era a forma mais habitual de apresentar-se em combate por parte dos cântabros, daí seu nome, e que após as Guerras Cantábricas os romanos a adotariam no seu exército.
Nela os ginetes formavam dois esquadrões armados com dardos ou arcos que simulavam uma carga em fileira, uns pela direita e outros pela esquerda. No momento prévio de chocar contra as linhas inimigas, giravam para cada extremo dos seus flancos ao mesmo tempo que lançavam os dardos ou as flechas e se cobriam com os seus escudos para posteriormente se retirar, formando cada um de eles um semicírculo (ambos os grupos acabavam formando um círculo completo). Esta ação repetia-se sucessivamente.
A tática foi empregada primariamente contra a infantaria e os arqueiros. O movimento constante dos ginetes dava-lhes vantagem frente à lenta infantaria e convertia-lhes num difícil objetivo. A manobra foi desenhada para fustigar e desgastar às forças inimigas compostas por formações fechadas. Foi comumente usada contra a infantaria pesada, tais como as lentas legiões romanas.
O cantabricus circulus é similar a outras manobras da cavalaria como o disparo parto (com arcos e flechas em vez de dardos) ou a caracola (mediante tiros de pistolas).